# كامروز

مقاطعة البرتا

كامروز (بالإنجليزية: Camros)‏ بلدة كندية في مقاطعة ألبرتا .

## جغرافيتها
تبلغ مساحتها 31.14 كلم2 وعدد سكانها بحسب إحصائية سنة 2006 حوالي 15,620 نسمة بكثافة 502 نسمة/كلم2. وإحداثياتها هي 50°33′51″53°01′22″N 112°49′42″W / 53.02285, -112.8282 .

## المناخ
يظهر الجدول التالي التغييرات المناخية على مدار السنة لكامروز:
| البيانات المناخية لـكامروز        | البيانات المناخية لـكامروز | البيانات المناخية لـكامروز | البيانات المناخية لـكامروز | البيانات المناخية لـكامروز | البيانات المناخية لـكامروز | البيانات المناخية لـكامروز | البيانات المناخية لـكامروز | البيانات المناخية لـكامروز | البيانات المناخية لـكامروز | البيانات المناخية لـكامروز | البيانات المناخية لـكامروز | البيانات المناخية لـكامروز | البيانات المناخية لـكامروز |
| الشهر                             | يناير                      | فبراير                     | مارس                       | أبريل                      | مايو                       | يونيو                      | يوليو                      | أغسطس                      | سبتمبر                     | أكتوبر                     | نوفمبر                     | ديسمبر                     | المعدل السنوي              |
| --------------------------------- | -------------------------- | -------------------------- | -------------------------- | -------------------------- | -------------------------- | -------------------------- | -------------------------- | -------------------------- | -------------------------- | -------------------------- | -------------------------- | -------------------------- | -------------------------- |
| الدرجة القصوى قرينة الرطوبة       | 11.0                       | 11.6                       | 24.5                       | 25.4                       | 31.6                       | 37.2                       | 39.7                       | 38.5                       | 33.3                       | 26.6                       | 17.3                       | 13.4                       | 39.7                       |
| الدرجة القصوى °م (°ف)             | 11.1 (52.0)                | 13.5 (56.3)                | 25.1 (77.2)                | 31.1 (88.0)                | 32.5 (90.5)                | 34.2 (93.6)                | 36.7 (98.1)                | 34.4 (93.9)                | 33.0 (91.4)                | 28.0 (82.4)                | 21.1 (70.0)                | 13.9 (57.0)                | 36.7 (98.1)                |
| متوسط درجة الحرارة الكبرى °م (°ف) | −5.8 (21.6)                | −3.5 (25.7)                | 1.5 (34.7)                 | 10.7 (51.3)                | 17.0 (62.6)                | 20.4 (68.7)                | 22.9 (73.2)                | 22.3 (72.1)                | 16.7 (62.1)                | 10.2 (50.4)                | −0.3 (31.5)                | −4.5 (23.9)                | 9.0 (48.2)                 |
| المتوسط اليومي °م (°ف)            | −11.5 (11.3)               | −9.6 (14.7)                | −4.1 (24.6)                | 4.5 (40.1)                 | 10.5 (50.9)                | 14.5 (58.1)                | 16.8 (62.2)                | 15.8 (60.4)                | 10.4 (50.7)                | 4.1 (39.4)                 | −5.2 (22.6)                | −9.9 (14.2)                | 3.0 (37.4)                 |
| متوسط درجة الحرارة الصغرى °م (°ف) | −17.2 (1.0)                | −15.7 (3.7)                | −9.7 (14.5)                | −1.7 (28.9)                | 4.0 (39.2)                 | 8.5 (47.3)                 | 10.7 (51.3)                | 9.3 (48.7)                 | 4.0 (39.2)                 | −2.0 (28.4)                | −10.0 (14.0)               | −15.3 (4.5)                | −2.9 (26.8)                |
| أدنى درجة حرارة °م (°ف)           | −47.2 (−53.0)              | −47.8 (−54.0)              | −42.8 (−45.0)              | −32.2 (−26.0)              | −11.7 (10.9)               | −1.1 (30.0)                | 1.0 (33.8)                 | −1.1 (30.0)                | −16.1 (3.0)                | −23.0 (−9.4)               | −35.7 (−32.3)              | −44.0 (−47.2)              | −47.8 (−54.0)              |
| أدنى درجة حرارة تبريد الرياح      | −54.0                      | −52.0                      | −47.0                      | −29.0                      | −15.0                      | −3.0                       | 0.0                        | 0.0                        | −12.0                      | −26.0                      | −44.0                      | −50.0                      | −54.0                      |
| الهطول مم (إنش)                   | 22.8 (0.90)                | 13.5 (0.53)                | 22.5 (0.89)                | 28.9 (1.14)                | 41.2 (1.62)                | 74.4 (2.93)                | 85.8 (3.38)                | 51.5 (2.03)                | 39.9 (1.57)                | 23.5 (0.93)                | 18.5 (0.73)                | 15.4 (0.61)                | 438.1 (17.25)              |
| معدل هطول الأمطار مم (إنش)        | 0.8 (0.03)                 | 0.3 (0.01)                 | 1.4 (0.06)                 | 18.4 (0.72)                | 38.0 (1.50)                | 74.4 (2.93)                | 85.8 (3.38)                | 51.5 (2.03)                | 39.6 (1.56)                | 13.2 (0.52)                | 2.0 (0.08)                 | 0.9 (0.04)                 | 326.3 (12.85)              |
| متوسط تساقط الثلوج سم (إنش)       | 21.6 (8.5)                 | 13.4 (5.3)                 | 21.7 (8.5)                 | 10.5 (4.1)                 | 3.2 (1.3)                  | 0.0 (0.0)                  | 0.0 (0.0)                  | 0.0 (0.0)                  | 0.2 (0.1)                  | 10.5 (4.1)                 | 16.8 (6.6)                 | 15.6 (6.1)                 | 113.5 (44.7)               |
| المصدر: Environment Canada,       |                            |                            |                            |                            |                            |                            |                            |                            |                            |                            |                            |                            |                            |

## أعلام
- أرت هيوز
- باول بيدرسن
- سكوت فيرغسون
- برينان إيفانز
- جوش غرين